# 노부스 콰르텟
노부스 콰르텟(독일어: NOVUS Quartet)은 대한민국의 클래식 음악 그룹이며, 비올라와 바이올린, 첼로의 현악 사중주로 구성된 그룹이다.

## 활동 내역
멤버 전원이 한국예술종합학교를 졸업한 것이 인연이 되어, 2007년에 그룹을 결성하였다. 같은 해에 일본의 오사카에서 개최된 오사카 국제실내악콩쿠르에서는 3위를 하였고, 2012년에는 국제 요제프 하이든 실내악콩쿠르에서 3위를 기록했다. 2013년에는 미국의 뉴욕에 위치한 카네기 홀에서 콘서트를 개최했다. 2014년에는 국제 모차르트 콩쿠르에서 현악 사중주 부문에서 1위를 차지함으로써 한국인으로서는 현악사중주단으로서의 최초로 국제콩쿠르에서 우승하였다. 현재 현악사중주 에이전시로 가장 유명한 독일의 에이전시인 치멘아워에 소속되어 있다. 2015년에는 비엔나 무지크페어라인과 베를린 페스티벌에서 데뷔를 했다. 2016년에는 산토리홀에서 데뷔했으며 2017년에는 영국의 위그모어홀과 독일의 쾰른 필하모니아에서 데뷔했다.

## 다수상 내역
- 2008년 오사카 국제실내악콩쿠르 3위
- 2009년 리옹 국제실내악콩쿠르 3위
- 2012년 제5회 국제 요제프 하이든 실내악콩쿠르 현악 사중주 부문 3위
- 2012년 제61회 ARD 국제음악콩쿠르 현악 사중주 부문 2위
- 2014년 제11회 국제 모차르트 콩쿠르 현악 사중주 부문 1위
- 2015년 제9회 대원음악상 신인상
- 2016년 제2회 예술의전당 예술대상 실내악부문 최우수상